# Charles Wallon de Beaupuis
 (décembre 2016).
Charles Wallon de Beaupuis (né le 9 août 1621 à Beauvais et mort le 1er février 1709) est un ecclésiastique français.

## Biographie
Charles Wallon de Beaupuis est le fils de Nicolas Vualon, seigneur de Beaupuis, conseiller en l'élection et échevin de Beauvais, et de Marguerite de La Croix. Sa famille donna quatre maires de Beauvais, dont son frère François.
Il suit ses études notamment sous Godefroy Hermant, à Beauvais, puis sous Antoine Arnauld, au collège du Mans.
Il fait la rencontre du père Antoine Singlin en 1643. Il rejoint les Solitaires l'année suivante, reçoit les ordres mineurs à Beauvais en 1646, prend la direction des Petites écoles de Port-Royal et est reçu comme diacre en 1648.
Il eut notamment Pierre Thomas du Fossé et Louis-Sébastien Le Nain de Tillemont pour disciples.
Entre 1660 et 1664, il est le précepteur de Louis et Blaise Périer, les neveux de Blaise Pascal.
Il est ordonné prêtre en 1666, par l'évêque de Beauvais, Mgr Nicolas Choart de Buzenval. Il dirige plusieurs maisons religieuses et le séminaire de Beauvais à la suite de cela.

## Ouvrages
- Règlements des écoles de Port-Royal qui s'observaient dans l'école du Chesnay
- Maximes saintes et chrétiennes, 1678, 1735, 1755
- Nouveau essais de morale, 1699

### Sources
- «Beaupuis (Charles Wallon de)», in: "Dictionnaire historique, littéraire et critique", de Pierre Barral
- "Vies interessantes et edifiantes des amis de Port-Royal, pour servir de suite aux Vies intéressantes et édifiantes des religieuses de cette maison" (1751)
- "Les Petites Écoles de Port-Royal: 1637-1660", de Frédéric Delforge
- "Port-Royal", de Laurence Pazenet
- La fondation du séminaire de Beauvais et le jansénisme dans le diocèse au XVIIe siècle  / Jean Vinot-Préfontaine. In : Revue d'histoire de l'Église de France  Année 1933  84  pp. 347-371
- Notices d'autorité :   - VIAF
  - ISNI
  - BnF (données)
  - IdRef
  - Italie